# Yasuhito Endō
Yasuhito Endō (født 28. januar 1980) er en japansk professionel fodboldspiller, som spiller for den japanske fodboldklub Gamba Osaka. Han er midtbanespiller, og er også en del af det japanske fodboldlandshold. Endo har spillet for flere forskellige klubber i sin karriere, herunder Kyoto Purple Sanga og Yokohama Flügels.
Han var en del af Japans trup ved VM i 2010 og VM i 2014.